# Oswald (Familienname)
Oswald ist ein deutscher Familienname. Zu Herkunft und Bedeutung siehe beim Vornamen Oswald.

## Namensträger

### A
- Alexander von Oswald (* 1954), deutscher Musiker und Musikproduzent
- Alfons Oswald (1903–1969), deutscher Politiker (NSDAP, CDU)
- Alice Oswald (* 1966), britische Dichterin
- Andreas Oswald (1634–1665), deutscher Organist und Komponist
- Andrew Oswald (* 1953), britischer Ökonom
- Arthur Oswald (1872–1938), Schweizer Jurist und Politiker

### B
- Bernhard Oswald (1930–2023), deutscher Unternehmer

### D
- David Oswald (* 1968), deutscher Designer und Hochschullehrer
- Debra Oswald (* 1959), australische Autorin und Drehbuchautorin
- Denis Oswald (Kryptoanalytiker) (um 1910–nach 1973), britischer Kryptoanalytiker und Offizier
- Denis Oswald (Sportfunktionär) (* 1947), Schweizer Ruderer und Sportfunktionär
- Doris Oswald (1936–2020), deutsche Humoristin und Dichterin

### E
- Eduard Oswald (* 1947), deutscher Politiker (CSU)
- Emanuel Walter Oswald (1801–1883), Schweizer Unternehmensgründer, Bankier und Grossrat
- Ernst Oswald (1846–1920), deutsche Schriftstellerin, siehe Bernhardine Schulze-Smidt
- Ernst Oswald (1877–?), Schweizer Arzt
- Eugen Oswald (1826–1912), Journalist, Übersetzer, Lehrer und Philologe

### F
- Franz Oswald (Geistlicher) (1790–1856), österreichisch-ungarischer katholischer Geistlicher, Theologe und Hochschullehrer
- Franz Oswald (Bibelforscher) (1908–1943), österreichischer Zeugen Jehovas (Bibelforscher) und Wehrdienstverweigerer
- Franz Oswald (Architekt) (* 1938), Schweizer Architekt und Hochschullehrer
- Felix Oswald (1866–1958), britischer Geologe und Archäologe
- Ferdinand Oswald (* 1990), deutscher Fußballspieler
- Friedrich Oswald, Pseudonym von Friedrich Gotthold Kunze (1807–1876), deutscher Pädagoge und Kynologe
- Friedrich Oswald (Pädagoge) (1938–2025), österreichischer Schulpädagoge und Hochschullehrer (Schwerpunkt Begabtenförderung)
- Friedrich Gottlieb von Oswald (1743–1828), deutscher Generalmajor

### G
- Georg M. Oswald (* 1963), deutscher Jurist und Schriftsteller
- Georg Oswald (1935–2023), deutsch-österreichischer Schlagersänger, siehe Bambis
- Gerd Oswald (1919–1989), deutscher Filmregisseur, Produzent, Schauspieler und Drehbuchautor
- Gert Oswald (1944–1996), deutscher Restaurator und Heraldiker
- Günter Oswald (* 1969), deutscher Eishockeyspieler, -trainer und -funktionär

### H
- Hans Oswald (Fußballspieler) (* 1921), deutscher Fußballspieler
- Hans Oswald (Professor) (* 1935), deutscher Erziehungswissenschaftler und Hochschullehrer
- Heinrich Oswald (Theologe) (1817–1903), deutscher katholischer Theologe
- Heinrich Oswald (Politiker) (1866–1945), deutscher Politiker (Zentrum, BVP)
- Heinrich Oswald (Manager) (1917–2008), Schweizer Wirtschaftsmanager
- Heinrich Ludwig Oswald (1852–1943?), Schweizer Bankier und Speditionsunternehmer, siehe Henry Oswald
- Heinrich Siegmund Oswald (1751–1834), preußischer Beamter und Dichter
- Henrique Oswald (1852–1931), brasilianischer Komponist und Diplomat
- Henry Oswald (Heinrich Ludwig Oswald; 1852–1943?), Schweizer Bankier und Speditionsunternehmer
- Heribert Oswald (* 1947), österreichischer Politiker (ÖVP)
- Herkules Oswald (1823–1869), Schweizer Politiker (Liberale)
- Hermann Oswald (* 1964/1965), deutscher Sänger (Tenor) und Landwirt

### I
- Ian Oswald (1929–2012), britischer Psychiater
- Ingrid Oswald (1957–2013), deutsche Soziologin

### J
- Jimmy Oswald (1868–1948), schottischer Fußballspieler
- Johann Oswald (1712–1752), deutscher Anwerber von Kolonisten, siehe Johann Osswald
- Johann Oswald (Bibelforscher) (1907–1980), österreichischer Landwirt und Bibelforscher
- Johann-Christoph von Oswald (1925–1982), deutscher Unternehmer
- Johann Peter Oswald (1808–1885), Schweizer Unternehmensgründer und Bankier
- John Oswald (* 1953), kanadischer Musiker und Komponist
- John Oswald (Politiker) (* 1939), australischer Politiker
- Josef Oswald (1900–1984), deutscher Heimatforscher
- Josef Oswald (Architekt) (1907–1982), Schweizer Architekt
- Julian Oswald (1933–2011), britischer Flottenadmiral
- Julius Oswald (* 1943), deutscher römisch-katholischer Theologe, Publizist, Jesuit und Bibliotheksdirektor
- Jürgen Oswald (* 1959), deutscher Politiker und Oberbürgermeister von Weinstadt 2000–2016

### K
- Käte Oswald (1890–1985), deutsche Schauspielerin
- Kai Oswald (* 1977), deutscher Fußballspieler
- Karl Oswald (Journalist), österreichischer Journalist, Herausgeber, Autor und Fotograf
- Karlheinz Oswald (* 1958), deutscher Bildhauer
- Karl Wilhelm von Oswald (1859–1936), deutscher Unternehmer und Montanindustrieller, siehe Wilhelm von Oswald (Unternehmer, 1859)
- Karsten Oswald (* 1975), deutscher Fußballspieler
- Kirsten Oswald (* 1972), schottische Politikerin

### L
- Lee Harvey Oswald (1939–1963), US-amerikanischer Mordverdächtiger
- Luli Oswald (1927–2005), brasilianische Pianistin und Klavierpädagogin
- Lydia Oswald (1906–1982), Schweizer Spionin und Journalistin

### M
- Marcus J. Oswald (* 1970), österreichischer Justiz-Journalist
- Margaux Oswald (* 1991), Schweizer Pianistin
- Margit E. Oswald (* 1949), deutsche Sozialpsychologin und Hochschullehrerin
- Maria Tulis-Oswald (* 1978), deutsche Psychologin
- Marianne Oswald (1901–1985), französische Sängerin und Autorin
- Mathias Oswald (1812–1886), Schweizer Architekt
- Matthias Oswald (1774–1864), Schweizer Politiker
- Moritz Oswald (Fußballspieler) (* 2002), österreichischer Fußballspieler
- Moritz von Oswald (* 1962), deutscher Musiker und Produzent

### P
- Pascal Oswald (* 1980), Schweizer Skeletonpilot
- Patritius Oswald († 1740), Propst von Rottenbuch
- Paul Oswald (1914–1999), deutscher Erziehungswissenschaftler, Montessori-Forscher, Hochschullehrer und Herausgeber
- Peter Oswald (1953–2017), österreichischer Kultur- und Musikmanager
- Peter Oswald (Dramatiker) (* 1965), englischer Dramatiker
- Peter Paul Oswald (1884–1940), Schweizer Bankier
- Philipp Oswald (* 1986), österreichischer Tennisspieler

### R
- Rainer Oswald (1944–2014), deutscher Bauingenieur und Hochschullehrer
- Richard Oswald (1880–1963), österreichischer Filmregisseur und Drehbuchautor
- Rudolf Oswald (1930–2015), deutscher Gartenbauingenieur und Entomologe

### S
- Sarah Oswald (* 1986), deutsche Journalistin, Hörfunk- und Fernsehmoderatorin
- Stephan Oswald (* 1950), deutscher Germanist
- Stephen S. Oswald (* 1951), US-amerikanischer Astronaut
- Susanne Oswald (* 1964), deutsche Autorin
- Sven Oswald (* 1975), deutscher Moderator

### U
- Ursula Oswald-Ziegler (* 1957), deutsche Tischtennisspielerin
- Uwe Oswald (* 1953), deutscher Maler und Bildhauer

### V
- Veit Oswald (* 2004), deutscher Eishockeyspieler

### W
- Walter Oswald (* 1955), deutscher Fußballspieler
- Werner Oswald (1904–1979), Schweizer Chemiker und Unternehmer
- Werner Oswald (Automobilhistoriker) (1920–1997), deutscher Automobilhistoriker
- Wilhelm Oswald (1798–1859), deutscher Kaufmann, siehe William O’Swald
- Wilhelm Oswald (Justizbeamter) (1826–1905), deutscher Justizbeamter und Richter
- Wilhelm von Oswald (Unternehmer, 1859) (1859–1936), deutscher Montanindustrieller
- Wilhelm von Oswald (Unternehmer, 1890) (1890–1975), deutscher Unternehmer
- Wilhelm Oswald (Jurist) (1900–1982), Schweizer Jurist und Hochschullehrer
- Wilhelm-Michael von Oswald (* 1923), deutscher Unternehmer
- Wolf Dieter Oswald (* 1940), deutscher Psychologe und Psychogerontologe
- Wolfgang Oswald (Theologe) (* 1958), deutscher Theologe
- Wolfgang Oswald (Eishockeyspieler) (* 1960), deutscher Eishockeyspieler